# Landaff (Nuevo Hampshire)
Landaff es un pueblo ubicado en el condado de Grafton en el estado estadounidense de Nuevo Hampshire. En el Censo de 2010 tenía una población de 415 habitantes y una densidad poblacional de 5,63 personas por km².

## Geografía
Landaff se encuentra ubicado en las coordenadas 44°9′36″N 71°53′7″O / 44.16000, -71.88528. Según la Oficina del Censo de los Estados Unidos, Landaff tiene una superficie total de 73.75 km², de la cual 73.41 km² corresponden a tierra firme y (0.46%) 0.34 km² es agua.

## Demografía
Según el censo de 2010, había 415 personas residiendo en Landaff. La densidad de población era de 5,63 hab./km². De los 415 habitantes, Landaff estaba compuesto por el 95.9% blancos, el 0.48% eran afroamericanos, el 0% eran amerindios, el 1.2% eran asiáticos, el 0% eran isleños del Pacífico, el 0.24% eran de otras razas y el 2.17% pertenecían a dos o más razas. Del total de la población el 0.24% eran hispanos o latinos de cualquier raza.